# Prizivanje univerzum
Prizivanje univerzum (eng. The Conjuring Universe) američka je medijska franšiza i zajednički univerzum usredotočen na seriju nadnaravnih horor filmova, produciranih od strane New Line Cinema, Safran Company i Atomic Monster Productions, a distribuira ih Warner Bros. Pictures. Filmovi predstavljaju dramatizaciju stvarnih slučajeva Eda i Lorraine Warren, paranormalnih istražitelja i autora povezanih s istaknutim, ali kontroverznim slučajevima proganjanja. Glavna serija prati njihove pokušaje da pomognu ljudima koji se nađu opsjednuti demonskim duhovima, dok se izdvojeni filmovi usredotočuju na podrijetlo nekih entiteta s kojima su se Warrenovi susreli.
Franšiza je bila komercijalno uspješna, zaradivši ukupno 2,1 milijardu dolara u odnosu na kombinirani proračun od 178 milijuna dolara, postavši druga najveća horor franšiza s najvećom zaradom. Franšiza je uglavnom dobivala pozitivne do mješovite kritike. 

## Pregled
Franšiza se sastoji od tri filma u glavnoj seriji: Prizivanje (2013.), Prizivanje 2 (2016.) i Prizivanje 3: Kriv je sotona (2021.). Prva dva filma režirao je James Wan, dok je treći film režirao Michael Chaves. Prva dva filma vrte se oko dva od mnogih poznatih paranormalnih slučajeva, čiji su Warrenovi bili dio, s prvim filmom koji prikazuje slučaj obitelji Perron, koja doživljava uznemirujuće događaje u svojoj novostečenoj kući na Rhode Islandu. Drugi film fokusirao se na kontroverzni slučaj Enfieldovog poltergeista, a ukratko se osvrnuo na događaje koji su inspirirali The Amityville Horror. Treći nastavak, Prizivanje 3: Kriv je sotona, objavljen je 4. lipnja 2021. godine, a vrti se oko suđenja Arneu Cheyenne Johnson, ubojstva koje se dogodilo 1981. godine u Connecticutu.
Franšiza također uključuje Annabelle (2014.), prequel koji je režirao snimatelj The Conjuring John R. Leonetti, a producirali Peter Safran i Wan, a koji je otkrio događaje istoimene lutke prije nego što su Warrenovi s njom stupili u kontakt na početku prvog filma. Prequel, Annabelle: Početak (2017.), koji je režirao David F. Sandberg prikazuje događaje o podrijetlu lutke manipulirane demonima. Treći film o Annabelle, Annabelle 3, objavljen je 26. lipnja 2019., a scenarist koji je napisao Gary Dauberman debitirao je prema scenariju koji je napisao. Producent James Wan usporedio je priču s Noću u muzeju, gdje Annabelle aktivira uklete predmete u sobi s artefaktima Warrena.
Časna, prequel temeljena na liku predstavljenom u Prizivanje 2, objavljena je 2018. Radnja se fokusirala na podrijetlo demonske časne sestre Valak prije nego što je došla u kontakt s Warrensima. U travnju 2019. najavljen je nastavak Časne s Akelom Cooper koja potpisuje scenarij, a Wan i Safran koproduciraju projekt.
Osim Časne, u razvoju je još jedan spin-off film iz filma Prizivanje 2, naslovljen The Crooked Man. Samostalni film, Prokletstvo tugujuće žene, objavljen je u travnju 2019.
Wan je izjavio da su u stvaranju tri glavna filma tražili točnost u stvarnom životu, dok su im izdvajanja omogućila da "samo istraže različite podžanrove u horor žanru".

## Filmovi
| Ime Filma                    | Izvoreni naziv                         | Datum izlaska u SAD-u | Režiser(i)        | Scenarist(i)                                                                | Priča napisao                               | Producent(i)                                |
| ---------------------------- | -------------------------------------- | --------------------- | ----------------- | --------------------------------------------------------------------------- | ------------------------------------------- | ------------------------------------------- |
| Prizivanje                   | The Conjuring                          | 19. srpnja 2013.      | James Wan         | Chad Hayes & Carey W. Hayes                                                 | Chad Hayes & Carey W. Hayes                 | Tony DeRosa-Grund, Peter Safran i Rob Cowan |
| Annabelle                    | Annabelle                              | 3. listopada 2014.    | John R. Leonetti  | Gary Dauberman                                                              | Gary Dauberman                              | Peter Safran i James Wan                    |
| Prizivanje 2                 | The Conjuring 2                        | 10. lipnja 2016.      | James Wan         | Chad Hayes & Carey W. Hayes & James Wan and David Leslie Johnson-McGoldrick | Chad Hayes & Carey W. Hayes & James Wan     | Peter Safran, Rob Cowan i James Wan         |
| Annabelle: Početak           | Annabelle: Creation                    | 11. kolovoza 2017.    | David F. Sandberg | Gary Dauberman                                                              | Gary Dauberman                              | Peter Safran i James Wan                    |
| Časna                        | The Nun                                | 7. rujna 2018.        | Corin Hardy       | Gary Dauberman                                                              | Gary Dauberman i James Wan                  | Peter Safran i James Wan                    |
| Prokletstvo tugujuće žene    | The Curse of La Llorona                | 19. travnja 2019.     | Michael Chaves    | Mikki Daughtry and Tobias Iaconis                                           | Mikki Daughtry and Tobias Iaconis           | James Wan, Gary Dauberman i Emile Gladstone |
| Annabelle 3                  | Annabelle Comes Home                   | 26. lipnja 2019.      | Gary Dauberman    | Gary Dauberman                                                              | Gary Dauberman & James Wan                  | Peter Safran i James Wan                    |
| Prizivanje 3: Kriv je sotona | The Conjuring: The Devil Made Me Do It | 4. lipnja 2021.       | Michael Chaves    | David Leslie Johnson-McGoldrick                                             | David Leslie Johnson-McGoldrick i James Wan | Peter Safran i James Wan                    |
| Časna 2                      | The Nun 2                              | u procesu snimanja    | Michael Chaves    | Akela Cooper                                                                | James Wan i Akela Cooper                    | Peter Safran i James Wan                    |
| Iskrivljeni čovjek           | The Crooked Man                        | u procesu snimanja    | nije objavljeno   | Mike Van Waes                                                               | James Wan                                   | Peter Safran i James Wan                    |

| 1952      | Časna                        |
| 1953–1955 |                              |
| 1956      | Časna II                     |
| 1957      |                              |
| 1958      | Annabelle: Početak           |
| 1959–1969 |                              |
| 1970      | Annabelle                    |
| 1971      | Prizivanje                   |
| 1972      | Annabelle 3                  |
| 1973      | Prokletstvo tugujuće žene    |
| 1974–1976 |                              |
| 1977      | Prizivanje 2                 |
| 1978–1980 |                              |
| 1981      | Prizivanje 3: Kriv je sotona |

## Televizijska serija
U travnju 2023. godine najavljena je nova televizijska serija u The Conjuring Universe-u koja će se odvijati kronološki nakon događaja iz filmova. Izvršni producenti serije biti će James Wan i Peter Safran. Projekt je zajednička produkcija između New Line Television, Warner Bros. Television Studios, Atomic Monster Productions, The Safran Company i Max Originals, a razvija se za ekskluzivno prikazivanje putem streaming platforme Warner Bros. Discoveryja, Max.

## Ponavljajući glumci i likovi
Ova tablica sadrži popis glavnih likova koji se pojavljuju u franšizi u abecednom redu prema prezimenu lika. 
| Characters                   | Films            | Films            | Films            | Films              | Films           | Films                     | Films          | Films                        |
| Characters                   | Prizivanje       | Annabelle        | Prizivanje 2     | Annabelle: Početak | Časna           | Prokletstvo tugujuće žene | Annabelle 3    | Prizivanje 3: Kriv je sotona |
| ---------------------------- | ---------------- | ---------------- | ---------------- | ------------------ | --------------- | ------------------------- | -------------- | ---------------------------- |
| Annabelle                    | Pojavljivanje    | Pojavljivanje    | Pojavljivanje    | Pojavljivanje      |                 | Pojavljivanje             | Pojavljivanje  | Pojavljivanje                |
| Camilla                      | Amy Tipton       | Amy Tipton       |                  |                    |                 |                           | Sade Katarina  |                              |
| Debbie                       | Morganna May     | Morganna May     |                  |                    |                 |                           | Kenzie Caplan  |                              |
| Malthus The Ram Demon        | Joseph Bishara   | Joseph Bishara   |                  | Joseph Bishara     |                 |                           | Alexander Ward |                              |
| Mia Form                     |                  | Annabelle Wallis |                  | Annabelle Wallis   |                 |                           |                |                              |
| John Form                    |                  | Ward Horton      |                  | Ward Horton        |                 |                           |                |                              |
| Father Gordon                | Steve Coulter    |                  | Steve Coulter    |                    |                 |                           | Steve Coulter  | Steve Coulter                |
| Janice "Annabelle" Higgins   |                  | Tree O'Toole     |                  | Talitha Bateman    |                 |                           | Tree O'Toole   |                              |
| Pete Higgins                 |                  | Brian Howe       |                  | Brian Howe         |                 |                           |                |                              |
| Sharon Higgins               |                  | Kerry O'Malley   |                  | Kerry O'Malley     |                 |                           |                |                              |
| Thin Man                     |                  | Trampas Thompson |                  | Trampas Thompson   |                 |                           |                |                              |
| Annabelle "Bee" Mullins      |                  |                  |                  | Samara Lee         |                 |                           | Samara Lee     |                              |
| Father Perez                 |                  | Tony Amendola    |                  |                    |                 | Tony Amendola             |                |                              |
| Carolyn Perron               | Lili Taylor      |                  |                  |                    | Lili Taylor     |                           |                |                              |
| Rick                         | Zach Pappas      | Zach Pappas      |                  |                    |                 |                           | Zach Pappas    |                              |
| Maurice "Frenchie" Theriault | Christof Veillon |                  | Christof Veillon |                    | Jonas Bloquet   |                           |                |                              |
| Drew Thomas                  | Shannon Kook     |                  | Shannon Kook     |                    | Shannon Kook    |                           |                | Shannon Kook                 |
| Valak                        |                  |                  | Joseph Bishara   | Joseph Bishara     | Bonnie Aarons   |                           |                |                              |
| Časna                        |                  |                  | Bonnie Aarons    | Bonnie Aarons      |                 |                           |                | Bonnie Aarons                |
| The Crooked Man              |                  |                  | Javier Botet     |                    |                 |                           |                |                              |
| Ed Warren                    | Patrick Wilson   | Patrick Wilson   | Patrick Wilson   |                    | Patrick Wilson  |                           | Patrick Wilson | Patrick Wilson               |
| Judy Warren                  | Sterling Jerins  |                  | Sterling Jerins  |                    | Sterling Jerins |                           | Mckenna Grace  | Sterling Jerins              |
| Lorraine Warren              | Vera Farmiga     |                  | Vera Farmiga     |                    | Vera Farmiga    |                           | Vera Farmiga   | Vera Farmiga                 |

## Vanjske poveznice
- Službena stranica